# Kaballà
Kaballà, pseudonimo di Giuseppe Rinaldi, detto Pippo (Caltagirone, 7 luglio 1953), è un musicista e cantautore italiano.

## Biografia
Giuseppe Rinaldi, in arte Kaballà, vive e lavora a Milano da molti anni. Il suo primo album è Petra lavica (CGD 1991), un lavoro nel quale si fondono elementi stilistici della musica popolare, del rock e della world music. Sempre nel 1991 è finalista al premio Tenco.
Già l'anno prima aveva cominciato la sua collaborazione con il cinema, scrivendo su musica di Nino Rota il testo in siciliano della celebre serenata cantata nel film Il padrino - Parte III di Francis Ford Coppola. Il brano è stato riproposto recentemente dagli Avion Travel nel loro album Nino Rota, l'amico magico dedicato all'opera del compositore.
Lo stile e il percorso intrapreso alla ricerca di contaminazioni di stili musicali, ispirazioni letterarie e lingua siciliana continua nell'album Le vie dei canti (Polydor 1993). Nel suo terzo album Lettere dal fondo del mare (Polydor 1996), Kaballà abbandona quasi del tutto il siciliano evidenziando la sua grande passione per la canzone italiana d'autore e per le atmosfere del rock elettroacustico americano.
Nello stesso periodo compone tra Mosca e Milano la colonna sonora del film italo-russo La delegazione di Alexander Galin. Sperimenta anche sonorità elettroniche nella composizione della colonna sonora del cortometraggio Amati matti del regista Daniele Pignatelli, presentato nel 1997 alla 54ª Mostra internazionale d'arte cinematografica di Venezia.
Il CD dal vivo Astratti furori (Musica & Suoni 1998) prende il titolo da uno dei due brani inediti contenuti nell'album, una antologia delle sue migliori canzoni, riproposte in versione unplugged e registrate durante un tour in Sicilia.
Dopo la pubblicazione del suo ultimo album, Kaballà lavora e si afferma sempre di più come autore, con un'insolita incursione anche nel campo del musical. Nel 2000 è co-autore di alcuni brani inediti del musical Eppy, l'uomo che ha costruito il mito dei Beatles e nel 2003 firma gli adattamenti in italiano di tutte le canzoni del musical Fame.
Nel 2005 Kaballà collabora con Eros Ramazzotti, firmando diversi brani dell'album Calma apparente e i brani inediti del doppio album “E2”, tra cui i duetti con Anastacia e Ricky Martin.
Nello stesso anno si consolida il sodalizio artistico con l'amico Mario Venuti, con il quale inizia un'intensa collaborazione nella scrittura di brani per altri interpreti e per lo stesso Venuti: quasi tutti i brani degli ultimi album pubblicati da Venuti, Magneti, L'officina del fantastico, Recidivo, L'ultimo romantico, Il tramonto dell'Occidente, Motore di vita, sono infatti frutto della scrittura a quattro mani tra i due.
Dopo un primo esordio come autore al Festival di Sanremo nel 1999 con il brano Non ti dimentico (Se non ci fossero le nuvole) interpretato da Antonella Ruggiero, sono quattro i festival ai quali Kaballà e Venuti partecipano come coautori: nel 2004 con il brano Crudele, cantato dallo stesso Venuti, con il quale ottengono il premio della Critica; nel 2005, con il brano Echi d'infinito interpretato da Antonella Ruggiero, che vince il primo posto nella categoria donne; con i brani Un altro posto nel mondo (2006) e A ferro e fuoco (2008) interpretati sempre da Mario Venuti. Ritorna a Sanremo nel 2010 firmando il brano di Nina Zilli, L'uomo che amava le donne, che vince ancora il premio della Critica, e nel 2017 con Marianne Mirage e il brano Le canzoni fanno male.
Tra i tanti artisti con cui Kaballà ha collaborato nel corso degli anni ci sono Anna Oxa, Mietta, Antonella Ruggiero, Carmen Consoli, Paola Turci, Raf, Ron, Alex Britti e i Tazenda.
Parallelamente Kaballà approda nel mercato discografico internazionale del ”tenor pop”: è autore di un brano inedito in italiano composto e prodotto da David Foster e interpretato dal giovane tenore americano Josh Groban, firma la versione in italiano di "Angels" di Robbie Williams, cantata dal giovane baritono austriaco Patrizio Buanne e quella di "I Will Always Love You" di Dolly Parton interpretata dal soprano gallese Katherine Jenkins. Adatta in italiano alcuni successi internazionali (da Elton John ai R.E.M.) interpretati dal tenore inglese Tony Henry accompagnato dalla Royal Philharmonic Orchestra e approda anche nel mercato francese firmando dei brani per ZAZ e il giovane tenore Vincent Niclò.
Nel 2008 Kaballà co-firma alcuni brani dell'album di Plácido Domingo Amore infinito, progetto nato dall'idea di far diventare canzoni le poesie e gli scritti di Karol Józef Wojtyła.
Nel 2015 firma, insieme a Mario Incudine la traduzione in lingua siciliana de Le supplici di Eschilo, andato in scena al Teatro Greco di Siracusa con la regia di Moni Ovadia e le musiche originali di Mario Incudine.
Nel 2021 ha ricevuto il Premio LericiPea Golfo dei Poeti, sezione Poesia Dialettale.

## Discografia
- Petra lavica (1991) - CGD Warner
- Le vie dei canti (1993) - Polydor
- Lettere dal fondo del mare (1996) - Polydor
- Astratti furori [live] (1998) - Musica & Suoni

### Artisti per cui ha scritto canzoni
- Alessandra Amoroso
- Aram Quartet
- Avion Travel
- Matteo Becucci
- Brando
- Carmen Consoli
- Delta V
- Baustelle
- Plácido Domingo
- Josh Groban
- Katherine Jenkins
- Patrizia Laquidara
- Marco Mengoni [3]
- Mietta
- Marianne Mirage
- Nicky Nicolai
- Noemi
- Anna Oxa
- Susanna Parigi
- Raf
- Eros Ramazzotti
- Ron
- Antonella Ruggiero
- Valerio Scanu
- Tazenda
- Paola Turci
- Mario Venuti
- ZAZ
- Nina Zilli
- Umberto Alongi [4]

Fonte 